# Kong Christian IX's Bisættelse (dokumentarfilm af Peter Elfelt)
|  | Denne artikel er oprettet af botten Steenthbot ud fra en ekstern database. Den kan derfor have sproglige fejl eller mangler. Denne skabelon kan fjernes efter kontrol af indholdet. |

 For alternative betydninger, se Kong Christian IX's Bisættelse. (Se også artikler, som begynder med Kong Christian IX's Bisættelse)
Kong Christian IX's Bisættelse er en dansk dokumentarisk optagelse fra 1906 instrueret af Peter Elfelt.

## Handling
Kong Christian IX (f. 1818) døde 29. januar 1906. Han var Danmarks konge i 42 år. Med de mange familiære bånd til Europas kongehuse havde han fået titel af "Europas svigerfader". Efter castrum doloris i Christiansborg Slotskirke bliver kisten med tog ført til Roskilde, hvor Danmarks monarker begraves i domkirken.